# Walther Gewehr 43
Il Walther Gewehr 43 (anche Gewehr 43 o Karabiner 43, spesso abbreviato come G 43, K 43, Gew 43, Kar 43) è un fucile semiautomatico camerato per il proiettile 7,92 × 57 mm Mauser sviluppato in Germania durante la Seconda guerra mondiale.

## Storia
La richiesta della Germania di due fucili semiautomatici da fanteria condusse alla presentazione di due modelli, il G 41(M) e il G 41(W), proposti rispettivamente dalla Mauser e dalla Walther. Il modello della Mauser venne introdotto in combattimento nel 1941 ma si rivelò ben presto inaffidabile e ne vennero realizzati solo 12.755 esemplari. Anche il modello della Walther, pur essendo migliore in certi aspetti, presentava numerosi problemi di affidabilità. Nel 1943 la Walther combinò le caratteristiche positive del G 41(W) con un nuovo sistema di gas, migliorando così di molto le prestazioni del fucile. Il prototipo venne accettato ed entrò in servizio nel 1943 con la denominazione Gewehr 43 (poi sostituita nel 1944 con Karabiner 43) e ne vennero prodotti 402.713 esemplari tra il 1943 e il 1945. 
Il fucile servì specialmente sul Fronte Orientale e durante l'Offensiva delle Ardenne.
Aveva una buona potenza di fuoco e un'ottima precisione ma talvolta si verificavano inceppamenti causati dall'utilizzo in battaglia, che portava a un surriscaldamento e a problemi del sistema a Gas.
Nel settembre del 1944 si contavano circa 80 Karabiner 43 ogni 1000 armi da fuoco individuali nella Wehrmacht.
L'arma fu assegnata principalmente a soldati semplici che prima avevano in dotazione il fucile di ordinanza Kar 98, e in secondo piano a tiratori scelti per essere utilizzato con un'ottica ZF 4, ma i risultati ottenuti ai test per decidere se rendere il K 43 l'arma standard dei cecchini tedeschi risultarono deludenti.
Il K43 fu messo a disposizione principalmente ai reparti motorizzati dei Panzergranadier e alle unità della Wehrmacht e delle Waffen-SS che combattevano sul fronte Orientale.

## Gewehr 41
Nel 1940 divenne evidente la necessità di introdurre dei fucili semiautomatici, con un rateo di fuoco superiore ai normali fucili a otturatore girevole-scorrevole, per migliorare le prestazioni dei reparti di fanteria. L'esercito stabilì delle specifiche che dovessero essere rispettate per questo nuovo progetto, e affidò il lavoro alla Mauser e alla Walther. Le restrizioni imposte furono:
- L'arma non doveva presentare fori per il gas praticati nella canna[3].
- Il fucile non avrebbe dovuto presentare parti mobili sulla superficie[3].
- Il fucile doveva prevedere un sistema bolt-action per l'alimentazione manuale del fucile in caso il meccanismo semiautomatico dovesse fallire nell'alimentare l'arma[3].

Entrambi i modelli impiegarono quindi il sistema di armamento Bang (dall'inventore Søren H. Bang) del fucile danese M1922. In questa configurazione, i gas venivano bloccati in un cono sagomato vicino alla volata che in questo modo faceva forza su un pistone a corsa lunga che azionava il meccanismo di ricarica ed espelleva il bossolo. Il sistema è completamente diverso dal classico sistema a gas, in cui si utilizzano fori sulla canna per reindirizzare i gas verso la meccanica dell'arma. Le due armi impiegavano caricatori fissi da 10 colpi, ricaricabili mediante due clip da 5 colpi (le stesse usate nel Kar98k).
Il prototipo della Mauser, il G 41(M), fu un fallimento totale. Solo 6.673 esemplari vennero prodotti prima che la produzione venisse fermata definitivamente. Il modello della Walther, il G 41(W), è esternamente molto simile al G 43. Le parti in metallo venivano ricavate dal pieno e alcuni esemplari, specialmente quelli più tardi, presentano calciature in bachelite. Il modello della Walther ebbe maggiore fortuna semplicemente perché la casa produttrice ignorò totalmente la seconda e la terza restrizione.
Questi fucili (come anche il modello della Mauser) avevano problemi nel sistema di gas. I problemi derivavano dall'eccessiva complessità del sistema per l'utilizzo dei gas, che veniva facilmente danneggiato dai sali corrosivi presenti negli inneschi dei proiettili. Il meccanismo era composto da 5 parti piuttosto piccole e fragili, il che rendeva difficile una manutenzione accurata in situazioni concitate. Il fucile venne riprogettato nel 1943, assumendo la sua forma definitiva di G-43: venne implementato un sistema per il recupero dei gas del tutto analogo a quello dell'SVT-40 russo e un caricatore da 10 colpi amovibile. Precedentemente anche il fucile M1 americano era stato progettato con lo stesso sistema di utilizzo dei gas, e puntualmente anche in America il sistema si rivelò inefficiente.
Il fucile M1 venne modificato e divenne, a differenza dei fucili sovietici SVT 40 e SVT 38 e dei G41 e K43 l'arma d'ordinanza dell'esercito statunitense, utilizzata anche durante la guerra di Corea

## Gewehr 43 (Karabiner 43)
Nel 1941 la Germania nazista diede il via all'Operazione Barbarossa, invadendo così l'Unione Sovietica. Subito prima dell'invasione, l'Armata Rossa aveva cominciato a riarmare i propri reparti sperimentando l'utilizzo di alcuni fucili semiautomatici (SVT-38 e SVT-40), mantenendo comunque come fucile di ordinanza il famoso Mosin Nagant.
La cosa colpì molto i tedeschi che procedettero quindi investendo grandi sforzi nel tentativo di produrre un proprio fucile semiautomatico.
L'SVT sovietico usava un sistema di recupero dei gas molto elementare, che fu presto adattato al G 41(W) per ottenerne il G 43. L'aggiunta rese il fucile più semplice, più leggero e più rapido da produrre rispetto alla versione originale. L'aggiunta del caricatore amovibile fu l'ultima miglioria dal G 41 al G 43.
La produzione dell'arma cominciò nell'Ottobre del 1943, seguita nel 1944 dal K 43 (identico in tutto tranne che per la lettera incisa sull'arma). Il nome venne cambiato da Gewehr (fucile lungo) a Karabiner dato che l'arma era di soli 2 cm più lunga del Karabiner 98k e il termine Gewehr risultava quindi inappropriato.
La produzione alla fine della guerra fu di 402.713 esemplari, di cui almeno 53.435 fucili di precisione: questi ultimi erano dei K 43 equipaggiati con un'ottica Zielfernrorh 43 (ZF 4) a quattro ingrandimenti. L'arma era stata progettata per essere utilizzata anche in combinazione con il lanciagranate Schiessbecher (standard per il Kar98k) e il silenziatore Schalldämpfer, ma i test diedero dei risultati talmente negativi che non vennero mai inclusi nella produzione in serie. Il fucile non presentava neanche l'attacco per la baionetta.
Dopo la guerra il fucile rimase in dotazione all'esercito della Cecoslovacchia per diversi anni, così come venne utilizzato dalla polizia di frontiera della Repubblica Democratica Tedesca.

## Altre versioni
Diverse furono le piccole modifiche apportate al G/K-43 durante il ciclo di produzione. La cosa fondamentale è che non vi furono, tuttavia, modifiche nel progetto dell'arma nel cambio di nomenclatura, se non la lettera stampigliata sul lato. Le variazioni in lunghezza delle varie canne sono spesso dovute alla tolleranza delle macchine, alla diversa fabbrica o ad esperimenti volti all'introduzione di canne sperimentali più lunghe. Un numero sconosciuto di fucili furono persino riconvertiti in modo da poter utilizzare i caricatori del nuovo StG 44 e i nuovi proiettili 7,92 × 33 mm Kurz.

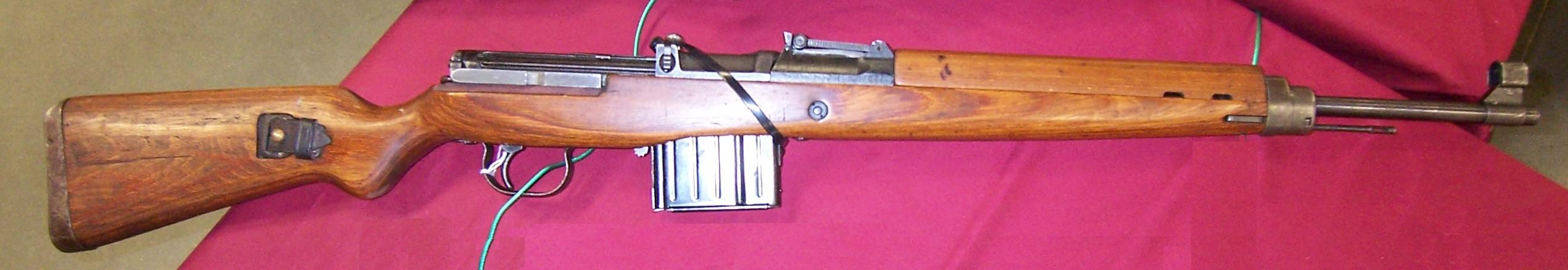
K43 con slitta per ottica

Sebbene la maggior parte dei G/K 43 fosse equipaggiata con slitta per ottiche, la maggior parte degli esemplari veniva consegnata ai soldati senza mirino. L'unico mirino equipaggiabile, inoltre, era lo ZF 4. Nessun altro mirino è mai stato montato sulle armi durante la guerra. Molte varianti sono apparse dopo la guerra ma si tratta in ogni caso di modifiche amatoriali. Sono inoltre molto comuni fucili danneggiati, in quanto i soldati tedeschi erano addestrati a rendere inservibile il fucile in caso di abbandono.